# 四線深鱨
四線深鱨，為輻鰭魚綱鯰形目脂鱨科的其中一種，為熱帶淡水魚，分布於非洲坦干伊喀湖流域，體長可達17公分，棲息在40至80公尺深的底層水域，生活習性不明。

## 扩展阅读
維基物種上的相關：四線深鱨